# Кубок Кремля 1999
Кубок Кремля 1999 — тенісний турнір, що проходив на закритих кортах з килимовим покриттям спорткомплексу Олімпійський у Москві (Росія). Належав до серії International в рамках Туру ATP 1999, а також до серії Tier I в рамках Туру WTA 1999. Чоловічий турнір тривав з 8 до 14 листопада, а жіночий - з 18 до 24 жовтня 1999 року. Євген Кафельников і Наталі Тозья здобули титул в одиночному розряді.

## Учасниці WTA

### Сіяні учасниці
| Країна  | Гравчиня         | Рейтинг | Сіяна |
| ------- | ---------------- | ------- | ----- |
| Франція | Марі П'єрс       | 6       | 1     |
| Австрія | Барбара Шетт     | 8       | 2     |
| Франція | Жюлі Алар-Декюжі | 9       | 3     |
| Франція | Наталі Тозья     | 10      | 4     |
| Бельгія | Домінік Ван Рост | 12      | 5     |
| Іспанія | Кончіта Мартінес | 13      | 6     |
| Франція | Сандрін Тестю    | 14      | 7     |
| Росія   | Олена Лиховцева  | 16      | 8     |

### Інші учасниці
Нижче подано учасниць, що отримали вайлд-кард на вихід в основну сітку:
- Тетяна Панова
- Ліна Красноруцька

Нижче наведено учасниць, що отримали вайлдкард на участь в основній сітці в парному розряді:
- Ліна Красноруцька /  Макарова Олена Олексіївна

Нижче наведено гравчинь, які пробились в основну сітку через стадію кваліфікації:
- Олена Татаркова
- Надія Петрова
- Олена Дементьєва
- Анастасія Мискіна

- Сара Пітковскі /  Катерина Сисоєва

Як щасливий лузер в основну сітку потрапили такі гравчині:
- Кімберлі По

## Фінальна частина

### Одиночний розряд, чоловіки
Євген Кафельников —  Байрон Блек 7–6(7–2), 6–4
- Для Кафельникова це був 3-й титул за сезон і 20-й - за кар'єру.

### Одиночний розряд, жінки
Наталі Тозья —  Барбара Шетт 2–6, 6–4, 6–1
- Для Тозья це був 1-й титул за рік і 5-й — за кар'єру.

### Парний розряд, чоловіки
Джастін Гімелстоб /  Даніель Вацек —  Медведєв Андрій Олегович /  Марат Сафін 6–2, 6–1
- Для Гімелстоба це був 5-й титул за сезон і 7-й - за кар'єру. Для Вацека це був 4-й титул за сезон і 24-й - за кар'єру.

### Парний розряд, жінки
Ліза Реймонд /  Ренне Стаббс —  Жюлі Алар-Декюжі /  Анке Губер 6–1, 6–0
- Для Реймонд це був 4-й титул за сезон і 13-й — за кар'єру. Для Стаббс це був 4-й титул за сезон і 18-й — за кар'єру.